# Karl-Heinz Fischer
Karl-Heinz Fischer (* 14. Juni 1934 in Meiningen; † 28. oder 29. März 1971 bei Sondheim) war ein Todesopfer an der innerdeutschen Grenze.

## Leben
Karl-Heinz Fischer lebte im thüringischen Meiningen, war verheiratet und hatte zwei Kinder. In den 1950er Jahren hatte er bereits zweimal einige Zeit in der Bundesrepublik Deutschland gelebt, war jedoch wieder in die DDR zurückgekehrt. In der Nacht vom 28. zum 29. März 1971 versuchte er, die Grenze zur Bundesrepublik erneut zu überqueren. Dabei löste er gegen 22.38 Uhr eine Mine aus, die ihm einen Fuß abriss. Es gelang ihm jedoch noch, die Grenze zu überqueren. Am 29. März 1971 wurde seine Leiche 400 Meter von der Grenze entfernt von Beamten der bayerischen Grenzpolizei auf einem Acker in der Nähe des unterfränkischen Dorfes Sondheim gefunden. Die Beamten hatten zunächst den abgerissenen Fuß an der Grenze entdeckt und waren dann den Blutspuren gefolgt.

## Prozesse gegen Verantwortliche beim Militär
Die Staatsanwaltschaft Neuruppin klagte am 12. Juni 1995 den ehemaligen Stabschef im Kommando der Grenztruppen der DDR, Fritz Rothe, an. Wegen versuchten und vollendeten Totschlags in jeweils drei Fällen (darunter auch Karl-Heinz Fischer) verurteilte ihn das Landgericht Potsdam am 16. Dezember 1997 zu einer zweijährigen Freiheitsstrafe auf Bewährung. 
Generalleutnant Hans Wiesner, der ehemalige Chef der Militärakademie „Friedrich Engels“, wurde am 26. Februar 1999 von der Staatsanwaltschaft Dresden wegen des Todes von Karl-Heinz Fischer und vier weiteren Flüchtlingen angeklagt. Das Landgericht Dresden stellte das Verfahren am 18. August 2000 wegen Verhandlungsunfähigkeit des Angeklagten ein. 
Die Staatsanwaltschaft Erfurt klagte am 6. Juli 1999 Burkhardt R. an. Der Chef einer Pionierkompanie, die für die Anlage der Minensperren verantwortlich war, wurde vom Landgericht Meiningen am 8. Dezember 1999 wegen Totschlags in zwei Fällen zu einem Jahr und zwei Monaten Freiheitsstrafe auf Bewährung verurteilt.